# Chézy-en-Orxois
Chézy-en-Orxois är en kommun i departementet Aisne i regionen Hauts-de-France i norra Frankrike. Kommunen ligger  i kantonen Neuilly-Saint-Front som ligger i arrondissementet Château-Thierry. År 2022 hade Chézy-en-Orxois 377 invånare.

## Befolkningsutveckling
Antalet invånare i kommunen Chézy-en-Orxois
Referens: INSEE